# Франц Хлоупек
Франц Хлоупек (нім. Franz Chloupek, 1914— ?) — австрійський футболіст, що грав на позиції нападника. Молодший брат футболіста Йозефа Хлоупека.

## Клубна кар'єра
Починаючи з сезону 1932/33 виступав у складі клубу «Флорідсдорфер». У кубку Австрії у складі «Флорідсдорфера» був півфіналістом у 1933 році, поступившись «Аустрії» (1:4) і у 1934 році, коли на шляху до фіналу стала «Адміра» (0:1). У чемпіонаті ж команда посіла 7 місце у 1934 році, а Франц з 11-ма голами у 22 матчах став найкращим бомбардиром свої команди.
У 1934 році клуб виграв кваліфікаційний турнір до кубка Мітропи, обігравши клуби «Вінер АК» (1:0) і «Відень» (0:0, 2:1). У самому турнірі для провідних клубів Центральної Європи «Флорідсдорфер» зустрівся з сильним угорським «Ференцварошем». Уже у першому матчі в Будапешті фаворит упевнено здобув перемогу з рахунком 8:0. У матчі-відповіді австрійці певний час вели в рахунку, але все ж також поступилися з рахунком 1:2.
Сезон 1934/35 розпочав у «Флорідсдорфері», зіграв 10 матчів і забив 8 голів. Взимку приєднався до команди «Аустрія». За півроку зіграв у чемпіонаті 9 матчів і забив 2 голи. Став володарем кубка Австрії 1935 року. Хоча й у фіналі не грав, але зробив вклад у загальний успіх. Зокрема, став автором переможного голу у матчі 1/8 фіналу проти своєї колишньої команди «Флорідсдорфер» — 2:1. Грав також у чвертьфінальній грі проти «Відня» — 4:2.
З 1935 року грав у Франції в командах «Страсбур», «Кан» і «Реймс». 

## Досягнення
- Володар кубка Австрії (1): 1935

## Статистика

### Статистика в чемпіонаті
| Сезон   | Клуб          | Матчі | Голи | Місце |
| ------- | ------------- | ----- | ---- | ----- |
| 1932/33 | Флорідсдорфер | 10    | 2    | 10    |
| 1933/34 | Флорідсдорфер | 22    | 11   | 7     |
| 1934/35 | Флорідсдорфер | 10    | 8    | 7     |
| 1934/35 | Аустрія       | 9     | 2    | 8     |
| 1935/36 | Страсбур      | 12    | 0    | 3     |
| 1936/37 | Кан           | ?     | ?    | 8     |
| 1937/38 | Кан           | ?     | ?    | 14    |
| 1938/39 | Реймс         | ?     | ?    | 6     |

### Статистика виступів у кубку Мітропи
| №                      | Розіграш               | Стадія                 | Дата та місце проведення | Команда 1              | Рахунок | Команда 2     | Голи |
| ---------------------- | ---------------------- | ---------------------- | ------------------------ | ---------------------- | ------- | ------------- | ---- |
| 1                      | 1934                   | 1/8                    | 17.06.1934 Будапешт      | Ференцварош            | 8:0     | Флорідсдорфер |      |
| 2                      | 1934                   | 1/8                    | 23.06.1934 Відень        | Флорідсдорфер          | 1:2     | Ференцварош   |      |
| Всього у кубку Мітропи | Всього у кубку Мітропи | Всього у кубку Мітропи | Всього у кубку Мітропи   | Всього у кубку Мітропи | 2       |               | 0    |